# Мечин (Польща)
Мечин (пол. Mieczyn) — село в Польщі, у гміні Красоцин Влощовського повіту Свентокшиського воєводства. Населення — 416 осіб (2011).
У 1975—1998 роках село належало до Келецького воєводства.

## Демографія
Демографічна структура на день 31 березня 2011 року:
|          | Загалом | Допрацездатний вік | Працездатний вік | Постпрацездатний вік |
| -------- | ------- | ------------------ | ---------------- | -------------------- |
| Чоловіки | 216     | 49                 | 139              | 28                   |
| Жінки    | 200     | 47                 | 108              | 45                   |
| Разом    | 416     | 96                 | 247              | 73                   |